# Johan Erik Engström
Johan Erik Engström, född 21 november 1846 i Helsingfors, död 11 januari 1898 i Helsingfors, var en finländsk pianotillverkare i Helsingfors.
Under sin livstid tillverkade Engström två taffelpianon, över 500 pianinon och ett 50-tal flyglar.

## Biografi
Engström föddes 21 november 1846 i Helsingfors. Han var son till snörmakaren Johan Wilhelm Engström och Lena Gustava Stenberg. Engström gjorde sin första praktik hos pianofabrikanten Thoresen i S:t Petersburg. Han stannade där i fyra år och fick sitt gesällbetyg 1867. Efter betyget studerade han pianotillverkning i Stockholm, Düsseldorf och Paris. I Paris studerade han hos pianotillverkaren Erard. Ja. År 1872 flyttade Engström tillbaka till Helsingfors och fick samma år fabriksrättigheter i staden.

## Instrument

### Bevarade instrument
- 1877 – Pianino nummer 159. Ägs av en privatperson i Helsingfors.
- 1885 – Pianino nummer 329.